# سیسه گرائوم یورگنسن
سیسه گرائوم یورگنسن (دانمارکی: Sisse Graum Jørgensen؛ زادهٔ ۸ مهٔ ۱۹۷۲) تهیه‌کننده فیلم اهل دانمارک است.
از فیلم‌هایی که وی در آن‌ها نقش داشته‌است، می‌توان به آنچه ما نیاز داریم عشق است، برادران، یک دور دیگر، وندی عزیز، بعد از عروسی، در یک دنیای بهتر و شکار اشاره نمود.